# إلوي جيلا
إلوي جيلا (بالإسبانية: Eloy Gila) (21 يونيو 1988 بساباديل في إسبانيا - ) هو لاعب كرة قدم إسباني في مركز الهجوم. لعب مع خيمناستيك طركونة ونادي ساباديل ونادي ياغوستيرا ونادي غرامينيت وCF Pobla de Mafumet ‏.

## روابط خارجية
- إلوي جيلا على موقع قاعدة بيانات كرة القدم.إي يو (الإنجليزية)
- إلوي جيلا على موقع Soccerway.com (الإنجليزية)
- إلوي جيلا على موقع AS.com (الإسبانية)